# Procas
Procas Silvius est le treizième des rois légendaires d'Albe la Longue (en latin et en italien : Alba Longa),,, une cité antique fortifiée du Latium, l'une des plus anciennes cités d'Italie, qui pourrait être située à 20 km au sud-est de Rome à l'emplacement de l'actuel Castel Gandolfo.

## Biographie
Fils d'Aventinus, Procas régna entre -808 à -794 et eut deux fils, Numitor et Amulius. À sa mort, il fit un partage égal :
- À Numitor, qui était l'aîné, il laissa le trône[6].
- À Amulius, il laissa ses richesses et son argent[6].

Malgré ce partage équitable, Amulius revendiqua le trône après la mort de son père, chassa Numitor et prit sa place. Afin de s’assurer qu’aucun des descendants de son frère ne puisse réclamer son dû, il commença par tuer cruellement son neveu Lausus, afin de l'empêcher de devenir roi et fit de sa nièce, Rhéa Silvia, une prêtresse de Vesta, la condamnant ainsi à rester vierge toute sa vie, afin de l'empêcher d’avoir des héritiers.
 
Mais celle-ci connut le dieu Mars, dont elle eut deux fils : Romulus et Rémus.

## Apparitions littéraire
Procas fait son apparition dans l'Éneide de Virgile et dans Ab Urbe condita libri de Tite-Live qui font mention de la ville d'Albe la Longue.
Dans les Métamorphoses d'Ovide, c'est sous son règne que se déroule l'histoire de Vertumne et Pomone.